# Centrolepis inconspicua
Centrolepis inconspicua là một loài thực vật có hoa trong họ Centrolepidaceae. Loài này được W.Fitzg. mô tả khoa học đầu tiên năm 1904.